# Pyura abradata
Pyura abradata är en sjöpungsart som beskrevs av Kott 1985. Pyura abradata ingår i släktet Pyura och familjen lädermantlade sjöpungar. Inga underarter finns listade i Catalogue of Life.